# Rodrigo z Triany
Rodrigo z Triany (rozený jako Juan Rodrigo Bermejo; 1469, Lepe, Španělsko – ?) byl španělský námořník, účastník první výpravy Kryštofa Kolumba, který byl prvním Evropanem, který od dob Vikingů spatřil území amerického kontinentu. Byl synem hrnčíře Vicenta Bermeja a Sereni Betancou.
Při plavbě na západ přes Atlantský oceán, měl dne 12. října 1492 kolem druhé hodiny ráno hlídku v lodním koši na lodi Pinta, když spatřil na západě úzký pruh země. Začal volat ¡Tierra! ¡Tierra! (Země, země). Tomu, kdo první spatří zem, byla slíbená královská odměna 10.000 stříbrných mincí ročně. Po rozbřesku kapitán lodi Pinta Martín Alonso Pinzón vylezl na palubu lodě Santa María, aby požádal o uznání odměny španělské královny Isabely Kastilské pro Rodriga de Trianu, ale byl překvapen. Kryštof Kolumbus ve svém deníku napsal, že se v 10 hodin večer předchozího dne díval přes vodu, kde viděl malé světlo a dodal, že událost byla tak bezvýznamná, že necítil potřebu toto nikomu sdělovat. Po návratu do Španělska Kolumbus poznámku ve svém deníku používal jako základ ke zpochybnění tvrzení námořníka Rodriga de Triany, chtěl tím získat odměnu pro sebe. Spor Kolumbus nakonec vyhrál. Rodrigovi z Triany nebyla přiznána žádná odměna a Kolumba navěky proklínal.
Další informace o životě Rodriga z Triany se rozcházejí. Některé zdroje uvádějí, že o několik let později zcela zlomený spáchal sebevraždu, jiné, že se plavil do Afriky nebo na Moluky.